# Ischnomesus antarcticus
Ischnomesus antarcticus là một loài chân đều trong họ Ischnomesidae. Loài này được Schultz miêu tả khoa học năm 1979.